# Кальдерон Фриас, Хосе
Хосе де Хесус Кальдерон Фриас (исп. José de Jesus Calderón Frias; род. 14 августа 1985, Панама, Панама) — панамский футболист, вратарь клуба «Кобан Имперьяль». Выступал за сборную Панамы. Участник чемпионата мира 2018 года.

## Клубная карьера
Кальдерон начал профессиональную карьеру в клубе «Сан-Франсиско», в составе которого стал чемпионом страны. После триумфального сезона он перешёл в «Чоррильо», но уже по окончании сезона перешёл в «Чепо», где начинал заниматься футболом. Хосе быстро стал основным вратарём и на протяжении трёх сезонов играл почти без замен. В 2010 году он перешёл в «Арабе Унидо». 1 августа в матче против «Тауро» он дебютировал за новый клуб. В том же году он выиграл чемпионат во второй раз.
В 2011 году Хосе вновь вернулся в «Чепо», отыграв два сезона за родную команду. В начале 2013 года он отправился в аренду на шесть месяцев в гватемальский «Эредия Хагуарес де Петен». 20 января в матче против «Депортиво Маркенсе» Кальдерон дебютировал в Лиге Насьональ. За два года Хосе дважды завоёвывал с командой серебряные медали.
Летом 2014 года он перешёл в «Депортиво Коатепеке». 20 июля в поединке против «Депортиво Маркенсе» Хосе дебютировал за новый клуб. По итогам сезона команда вылетела, а Кальдерон заявил, что покидает команду.
Летом 2015 года Хосе подписал контракт с гондурасским «Платенсе» из Пуэрто-Кортеса. 24 августа в матче против «Мотагуа» он дебютировал в чемпионате Гондураса.
В феврале 2017 года Кальдерон подписал шестимесячный контракт с клубом второго дивизиона Панамы «Коста-дель-Эсте», но в том же месяце он перешёл в колумбийский «Реал Картахена». 21 февраля 2017 года в матче против «Депортес Киндио» он дебютировал в колумбийской Примере B.
Летом того же года Хосе перешёл в «Марафон». 6 августа в матче против «Виды» он дебютировал за новую команду.
В январе 2018 года после нескольких лет заграницей Кальдерон вернулся на родину, в один из своих прежних клубов «Чоррильо».
Летом 2018 года Кальдерон перешёл в гватемальскую «Гуастатою».
Летом 2019 года Кальдерон перешёл в «Комуникасьонес».

## Международная карьера
В 2005 году в составе молодёжной сборной Панамы Кальдерон принял участие в молодёжных чемпионатах мира в ОАЭ и Нидерландах.
В том же году он попал в заявку сборной Панамы на участие в Золотом кубке КОНКАКАФ. На турнире Хосе был запасным вратарём и на поле не вышел. 27 октября в товарищеском матче против сборной Бахрейна он дебютировал за национальную команду. В 2007, 2009 и 2015 годах Кальдерон также вызывался в сборную для участия в розыгрыше Золотого кубка КОНКАКАФ, но всегда выступал в роли запасного вратаря.
В 2015 году Хосе стал бронзовым призёром Золотого кубка КОНКАКАФ. На турнире он был запасным вратарём и не сыграл ни минуты. В 2016 году Кальдерон попал в заявку сборной на участие в Кубке Америки в США. На турнире он был запасным и на поле не вышел. В 2017 году Хосе в пятый раз принял участие в Золотом кубке КОНКАКАФ. На турнире он сыграл в матчах против команд США, Мартиники, Никарагуа и Коста-Рики.
В 2018 году Кальдерон принял участие в чемпионате мира в России. На турнире он был запасным вратарём и на поле не вышел.
В 2019 году Кальдерон был включён в состав сборной Панамы на Золотой кубок КОНКАКАФ.

## Достижения
Командные
 «Сан-Франсиско»
- Чемпионат Панамы — Клаусура 2005

 «Арабе Унидо»
- Чемпионат Панамы — Клаусура 2010

 «Марафон»
- Чемпионат Гондураса — Клаусура 2018

Международные
 Панама
- Золотой кубок КОНКАКАФ — 2005
- Кубок наций Центральной Америки — 2009
- Золотой кубок КОНКАКАФ — 2015